# Tolstojaner

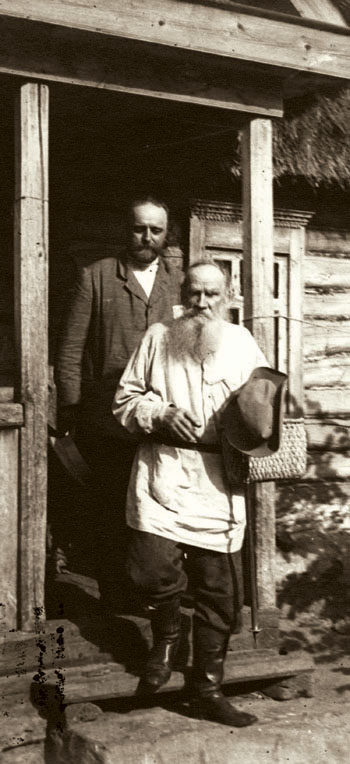
Tolstoi (vorne) mit Tschertkow, seinem Freund und Begründer des Tolstojanismus

Die Tolstojaner (russisch Толстовцы, Tolstowzy), auch Tolstoj-Jünger waren Anhänger einer um die Jahrhundertwende zum 20. Jahrhundert verbreiteten Form des christlichen Anarchismus und Pazifismus. 

## Religiöse und gesellschaftspolitische Ideale
Inspiriert waren die Tolstojaner von den Werken des Schriftstellers Leo Tolstoi, insbesondere von dem Buch Das Himmelreich in euch. Als Begründer des Tolstojanismus gilt Wladimir Grigorjewitsch Tschertkow (1854–1936). Tolstoi selber hat sich gegen den Tolstojanismus, als eine nach ihm benannte Lehre und Bewegung, zeitlebens verwahrt, wenngleich ihm die Verbreitung seiner Ideen durchaus ein Anliegen war und er es auch begrüßte, wenn diese von anderen Menschen aufgegriffen wurden.
Die Lehren der Tolstojaner beruhen vor allem auf christlicher Grundlage, insbesondere der Bergpredigt und einer daraus hergeleiteten radikalen Gewaltfreiheit. Staatliche Institutionen, Privateigentum und eine weltliche Rechtsordnung wurden von ihnen folglich abgelehnt. „Die Praxis der Liebe ist sehr folgenreich“, schrieb in diesem Sinne der christliche Anarchist Felix Ortt in einem Artikel namens Der Einfluß Tolstois auf das geistige und gesellschaftliche Leben in den Niederlanden. Ortt weiter: „Es gibt viel im gesellschaftlichen Leben der Gegenwart, was damit unvereinbar ist. Ich nenne nur: Militarismus, Ausübung von Staatszwang, Rechtspflege und Polizei, Kapitalismus, Luxus und Übermaß in der Lebenshaltung, Rohheit und Mißbrauch der Macht gegen die Tiere [...].“ Unter den Tolstojanern war „[e]in 'reines Leben' ohne Alkohol und andere Genussgifte und voll ernster Ansprüche an sich selbst (und andere) [...] Leitbild“ ebenso wie der Kampf „gegen zerstörerische 'niedere Triebe', für Keuschheit [...]. Die Tolstoianer propagierten die vegetarische Lebensweise, den Kampf gegen Vivisektion, die Suche nach einem Leben in Gemeinschaft, ohne Ausbeutung, orientiert an den urchristlich-tolstoianischen Idealen.“ Tolstojaner ernährten sich daher in der Regel ausschließlich vegetarisch oder vegan und viele von ihnen schlossen sich in Landkommunen zusammen.

## Geschichte und Einfluss
Sowohl unter dem Zarenregime als auch später unter der Sowjetherrschaft wurden die Tolstojaner wegen ihrer anarchistischen und radikal-pazifistischen Ideen verfolgt. George Woodcock schrieb über die russischen Tolstojaner: „Tausende von Menschen innerhalb und außerhalb Rußlands wurden seine [Tolstois] leidenschaftlichen Schüler und gründeten Tolstoi-Siedlungen, die auf einem kommunalen Wirtschaften und einem asketischen Leben beruhten.“ Laut Woodcock hielt sich bis in die 1920er Jahre hinein eine „aktive Tolstoi-Bewegung bis sie schließlich von den Bolschewisten zerschlagen wurde.“
Die Ideen des Tolstojanismus hatten in der ersten Hälfte des 20. Jahrhunderts einen starken Einfluss auf Intellektuelle wie Pierre Ramus, John Ruskin oder Mohandas Gandhi. Auch in der frühen israelischen Kibbuz-Bewegung waren Tolstois Ansichten und Schriften, neben jenen von Anarchisten wie beispielsweise Gustav Landauer und Peter Kropotkin, wichtig und weit verbreitet.
In den Niederlanden waren im späten 19. und frühen 20. Jahrhundert besonders viele tolstojanische Aktivisten engagiert, z. B. Felix Ortt, Année Rinzes de Jong und Lodewijk van Mierop. Oftmals waren sie Theologen und Pfarrer. Die niederländischen Tolstojaner gründeten Zeitschriften, Siedlungsprojekte, Gartenbaukolonien und Schulen und engagierten sich in Bereichen wie Antimilitarismus, Kriegsdienstverweigerung, libertärer Pädagogik, Alkoholabstinenz und Vegetarismus. Die Aktivitäten waren so umfangreich, dass der Tolstojanismus in den Niederlanden zu dieser Zeit als soziale Bewegung bezeichnet wurde.
Woodcock schreibt über den weltweiten Einfluss von Tolstois Ideen auf pazifistische und anarchistische Kreise, dass „[a]ußerhalb Rußlands […] Tolstoi mit Sicherheit die anarchistischen Pazifisten in den Niederlanden, Großbritannien und den Vereinigten Staaten [beeinflusste]. Viele britische Pazifisten des Zweiten Weltkrieges nahmen an neo-tolstoianischen Gemeinschaften teil, von denen allerdings nur wenige das Ende des Krieges erlebten.“ Das „vielleicht eindrucksvollste Beispiel tolstoianischen Einflusses in der heutigen westlichen Welt“ sieht Woodcock in der Catholic-Worker-Bewegung und in deren Gründerin Dorothy Day, dieser „fromme[n] Vertreterin des christlichen Anarchismus unserer Zeit“.
Kritisiert wurden Tolstojaner oft als weltfremde Idealisten. Amos Oz schreibt zum Beispiel über aus Osteuropa nach Jerusalem emigrierte Tolstojaner:

„Die Tolstojaner unseres Viertels (…) waren ausnahmslos alle fanatische Vegetarier, Weltverbesserer, Moralapostel, Freunde der Menschheit, Freunde eines jeden Lebewesens, von tiefem Naturempfinden durchdrungen, und sie alle sehnten sich nach dem Landleben.“

Von christlicher Seite kritisierte Wladimir Solowjow den Tolstojanismus als „Rechtsnihilismus“.